# Africada bilabial surda
Uma africada bilabial surda ([p͡ɸ] em IPA) é uma consoante africada rara que é iniciada como uma parada bilabial [p] e liberada como uma fricativa bilabial surda [ɸ]. Não foi relatado que apareça não-alofonicamente em nenhum idioma.

## Características
- Sua forma de articulação é africada, o que significa que é produzida primeiro interrompendo totalmente o fluxo de ar, depois permitindo o fluxo de ar através de um canal restrito no local de articulação, causando turbulência.
- Seu local de articulação é bilabial, o que significa que está articulado com os dois lábios.
- Sua fonação é surda, o que significa que é produzida sem vibrações das cordas vocais. Em alguns idiomas, as cordas vocais estão ativamente separadas, por isso é sempre sem voz; em outras, as cordas vocais são frouxas, de modo que pode assumir a abertura de sons adjacentes.
- É uma consoante oral, o que significa que o ar só pode escapar pela boca.
- É uma consoante central, o que significa que é produzida direcionando o fluxo de ar ao longo do centro da língua, em vez de para os lados.
- O mecanismo da corrente de ar é pulmonar, o que significa que é articulado empurrando o ar apenas com os pulmões e o diafragma, como na maioria dos sons.

## Ocorrência
| Língua        | Língua                      | Palavra       | AFI           | Significado | Notas                                                                                           |
| ------------- | --------------------------- | ------------- | ------------- | ----------- | ----------------------------------------------------------------------------------------------- |
| Holandês      | Dialeto Orsmaal-Gussenhoven | up            | [ʊp͡ɸ]         | Acima       | Alofone de pré-pausa opcional de /p/.                                                           |
| Inglês        | Broad Cockney               | up            | [ˈɐʔp͡ɸ]       | Acima       | Alofone de /p/ ocorre principalmente no final das palavras.                                     |
| Inglês        | Received Pronunciation      | up            | [ˈɐʔp͡ɸ]       | Acima       | Alofone raro de /p/.                                                                            |
| Inglês        | Norte de Gales              | up            | [ˈəp͡ɸ]        | Acima       | Alofone inicial e final de palavra de /p/; em variação livre com stop fortemente aspirado [pʰ]. |
| Inglês        | Scouse                      | up            | [ˈʊp͡ɸ]        | Acima       | Alofone possível inicial de sílaba e final de palavra de /p/.                                   |
| Alemão        | Alguns falantes             | tropfen       | [ˈtʁ̥ɔp͡ɸn̩]     | Largar      | Alofone de /p͡f/.                                                                                |
| Kaingang      | Kaingang                    | fy            | [ˈp͡ɸɤ]        | Semente     | Possível alofone do começo de palavras de /ɸ/.                                                  |
| Tiwa superior | Dialeto Taos                | [ˌp͡ɸìˑˈwɛ̈̄ːnǣ] | [ˌp͡ɸìˑˈwɛ̈̄ːnǣ] | Filha       | Alofone de /pʰ/, com variação livre com [pʰ] e [ɸ].                                             |